# Iryna Fedoriv
Iryna Fedoriv (en ucraniano: Ірина Федорів; 1 de mayo de 2005) es una deportista ucraniana que compite en piragüismo en la modalidad de aguas tranquilas. Ganó dos medallas de plata en el Campeonato Europeo de Piragüismo de 2025, en las pruebas de C2 200 m y C2 500 m.

## Palmarés internacional
| Campeonato Europeo | Campeonato Europeo       | Campeonato Europeo | Campeonato Europeo |
| Año                | Lugar                    | Medalla            | Competición        |
| ------------------ | ------------------------ | ------------------ | ------------------ |
| 2025               | Račice (República Checa) | Medalla de plata   | C2 200 m           |
| 2025               | Račice (República Checa) | Medalla de plata   | C2 500 m           |